# Agat Films & Cie - Ex Nihilo
Pour les articles homonymes, voir Agat (homonymie) et Ex nihilo.
Agat Films – Ex Nihilo est un collectif de producteurs français.

## Filmographie sélective

### Films

#### Production
- 1995 : L'Âge des possibles de Pascale Ferran
- 1997 : Marius et Jeannette de Robert Guédiguian
- 1998 : Les Terres froides de Sébastien Lifshitz
- 1999 : Vénus Beauté (Institut) de Tonie Marshall
- 1999 : Le Petit Voleur d'Erick Zonca
- 2000 : Ça, c'est vraiment toi de Claire Simon
- 2000 : Sauve-moi de Christian Vincent
- 2000 : Roberto Succo de Cédric Kahn
- 2000 : Tontaine et Tonton de Tonie Marshall
- 2002 : Marie-Jo et ses deux amours de Robert Guédiguian
- 2002 : la Trilogie de Lucas Belvaux
- 2002 : Ma vraie vie à Rouen d'Olivier Ducastel et Jacques Martineau
- 2003 : Stormy Weather de Sólveig Anspach
- 2003 : Les Fautes d'orthographe de Jean-Jacques Zilbermann
- 2004 : Innocence de Lucile Hadžihalilović
- 2004 : Le Promeneur du Champ-de-Mars de Robert Guédiguian
- 2004 : Crustacés et Coquillages d'Olivier Ducastel et Jacques Martineau
- 2005 : Free Zone d'Amos Gitaï
- 2006 : Le Voyage en Arménie de Robert Guédiguian
- 2007 : Désengagement d'Amos Gitaï
- 2008 : Lady Jane de Robert Guédiguian
- 2009 : L'Armée du crime de Robert Guédiguian
- 2011 : Les Neiges du Kilimandjaro de Robert Guédiguian
- 2014 : Au fil d'Ariane de Robert Guédiguian
- 2015 : Une histoire de fou de Robert Guédiguian
- 2016 : Jamais contente d'Émilie Deleuze
- 2016 : Bravo virtuose de Levon Minasian
- 2017 : Gaspard va au mariage d'Antony Cordier
- 2019 : Mon frère de Julien Abraham
- 2019 : Adolescentes de Sébastien Lifshitz
- 2020 : Petite Fille de Sébastien Lifshitz
- 2020 : Golda Maria de Patrick et Hugo Sobelman
- 2022 : Casa Susanna de Sébastien Lifshitz
- 2023 : La Dernière Reine d'Adila Bendimerad et Damien Ounouri
- 2024 : En fanfare d'Emmanuel Courcol
- 2024 : Vingt Dieux de Louise Courvoisier
- 2024 : La Pampa d'Antoine Chevrollier
- 2024 : La Pie voleuse de Robert Guédiguian

#### Distribution
- 2013 : La Langue secrète des marionnettes

### Séries
- 2005 : Vénus et Apollon
- 2016 : Tu mourras moins bête
- 2023 : Sous contrôle

### Émissions
- 2012 : Personne ne bouge !

### Jeux vidéo
- 2013 : Type:Rider